# Abbecourt
Abbecourt ist eine französische Gemeinde mit 861 Einwohnern (Stand: 1. Januar 2022) im Département Oise in der Region Hauts-de-France (zuvor Picardie). Sie gehört zum Arrondissement Beauvais, zum Gemeindeverband Thelloise und zum Kanton Chaumont-en-Vexin.

## Geographie
Die Gemeinde Abbecourt mit den Ortsteilen Mattencourt, Gros-Poirier und Courcel liegt zehn Kilometer südsüdöstlich von Beauvais, der Präfektur des Départements Oise. Umgeben wird Abbecourt von den Nachbargemeinden Warluis im Norden, Montreuil-sur-Thérain (Berührungspunkt) im Nordosten, Ponchon im Osten und Südosten, Hodenc-l’Évêque im Süden sowie Saint-Sulpice im Westen. Im Nordosten der Gemeinde Abbecourt verläuft die zweistreifige ehemalige Route nationale 1.

## Geschichte
1839 wurde ein gallischer Bestattungsort gefunden.
Abbecourt wurde im Jahr 751 erstmals in einem Dokument genannt. Im 14. und 15. Jahrhundert hatte Abbecourt unter den Kriegsereignissen zu leiden. Das wohl um 1584 errichtete Schloss ging in der Französischen Revolution unter.

## Bevölkerungsentwicklung
| Jahr                       | 1962 | 1968 | 1975 | 1982 | 1990 | 1999 | 2006 | 2014 | 2021 |
| -------------------------- | ---- | ---- | ---- | ---- | ---- | ---- | ---- | ---- | ---- |
| Einwohner                  | 380  | 409  | 441  | 522  | 678  | 670  | 752  | 756  | 846  |
| Quellen: Cassini und INSEE |      |      |      |      |      |      |      |      |      |

## Sehenswürdigkeiten
- vom Friedhof umgebene Kirche Saint-Martin mit romanischem Langhaus aus dem 12. Jahrhundert, Querhaus aus dem 16. Jahrhundert mit Pultdächern, Vierungsturm und Chor vom Ende des 16. Jahrhunderts sowie Eingangshalle aus dem Jahr 1862
- alte Priorei

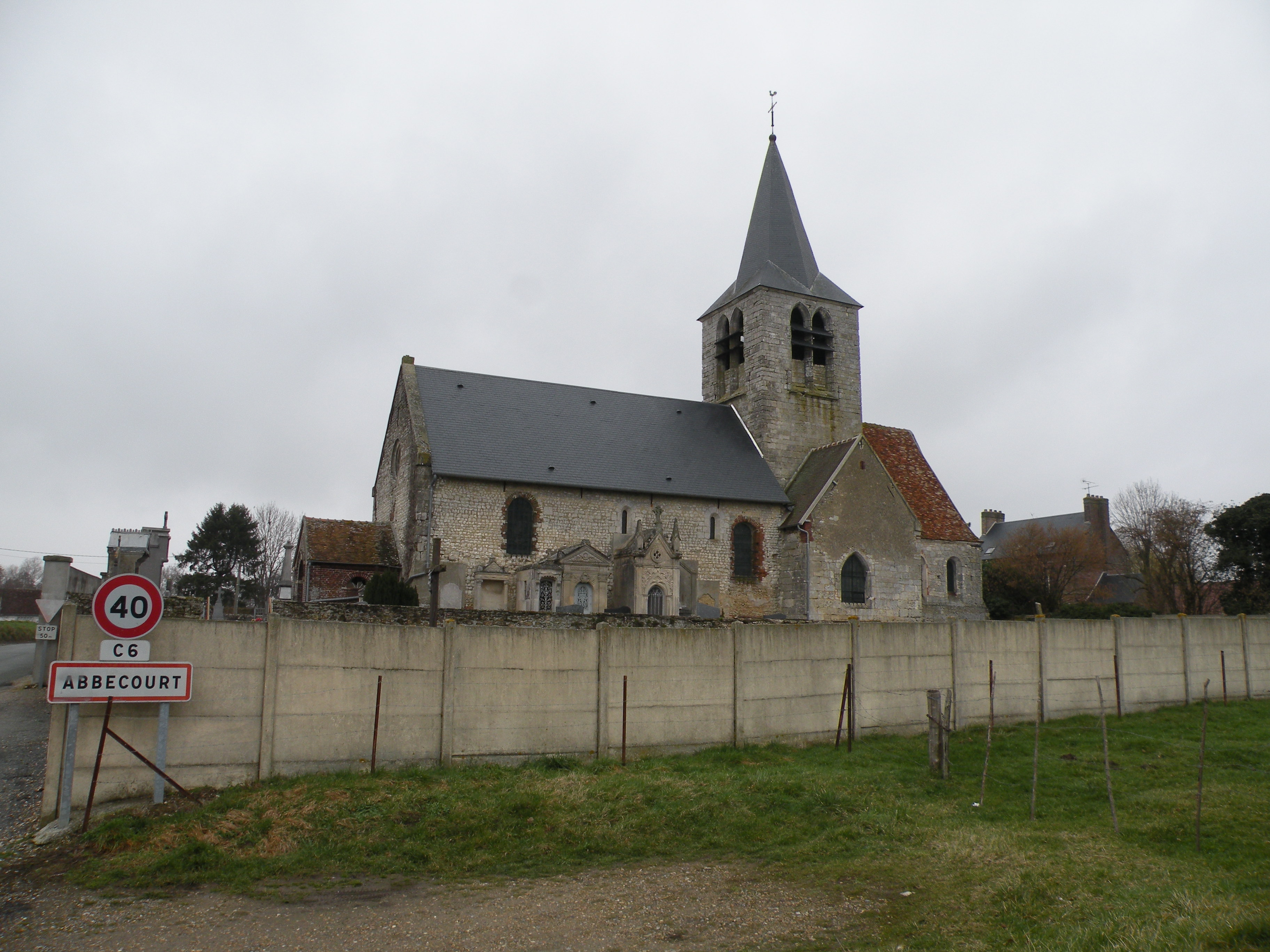
Kirche Saint-Martin
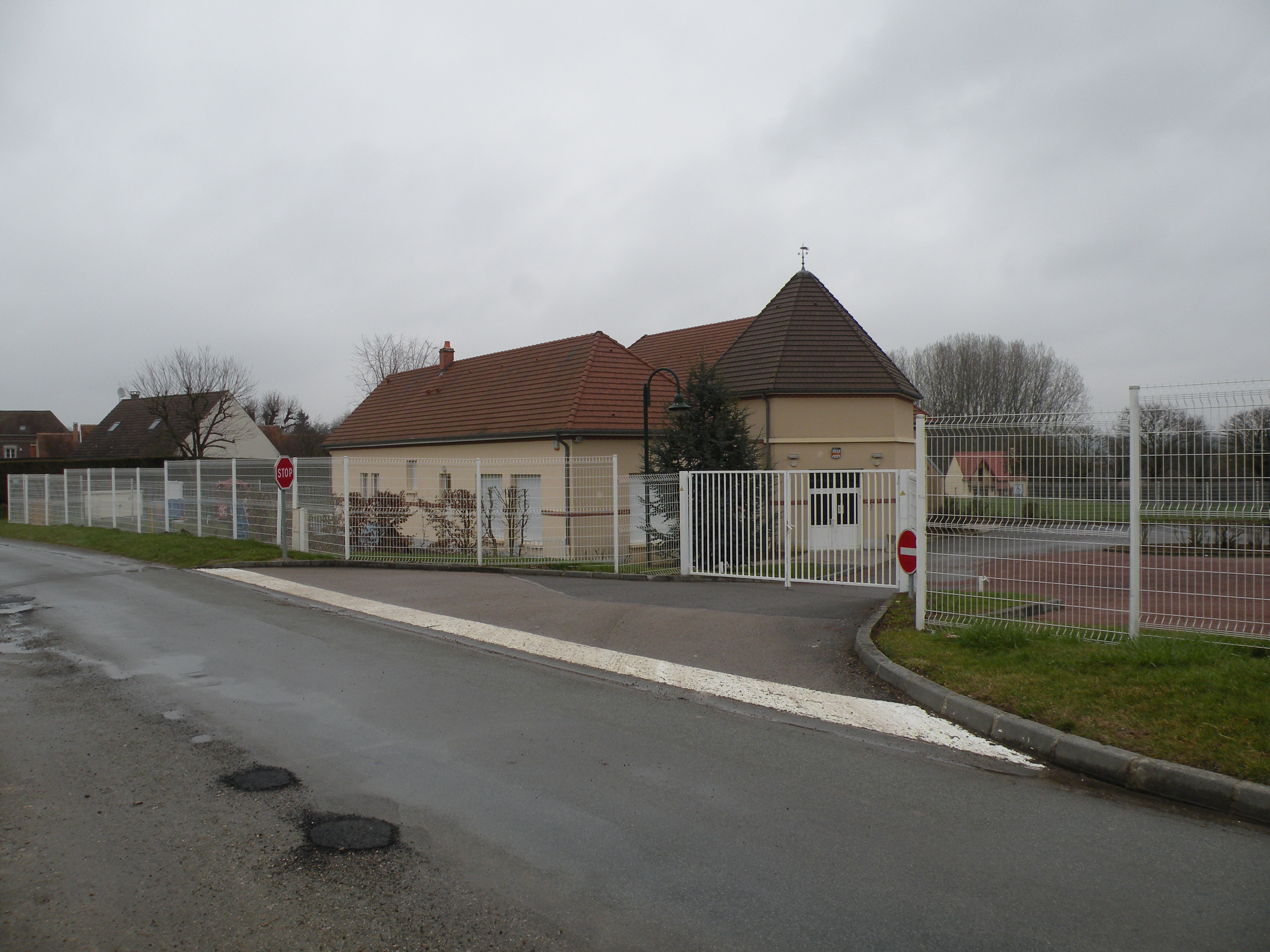
Jugendklub
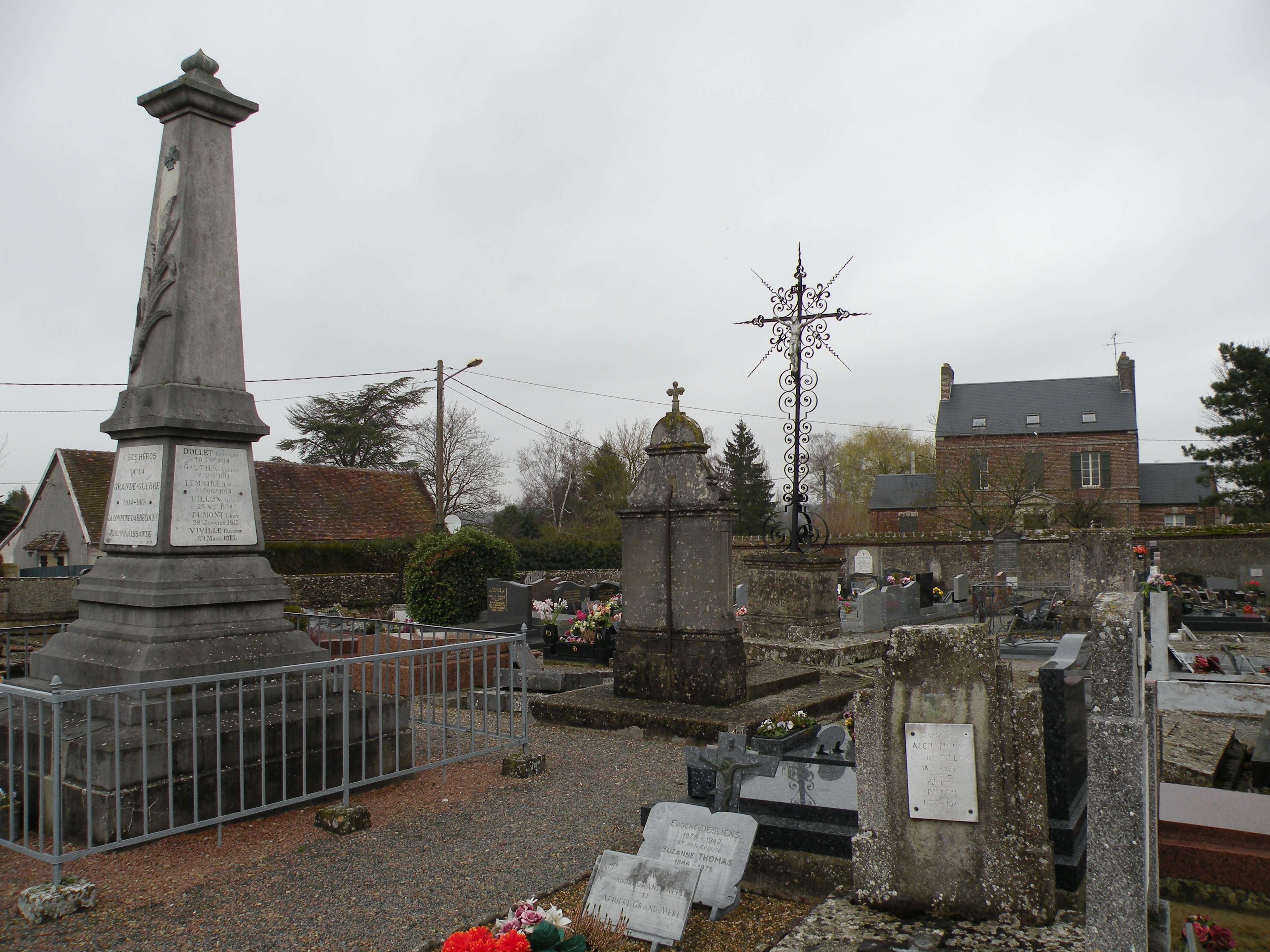
Gefallenendenkmal auf dem Friedhof